# Tombeau de la famille Čarnojević
Le tombeau de la famille Čarnojević (en serbe cyrillique : Гробница породице Чарнојевић у Руском Селу ; en serbe latin : Grobnica porodice Čarnojević u Ruskom Selu) est situé à Rusko Selo, dans la province de Voïvodine, dans la municipalité de Kikinda et dans le district du Banat septentrional, en Serbie. Il est inscrit sur la liste des monuments culturels de grande importance de la république de Serbie (identifiant no SK 1259).

## Présentation

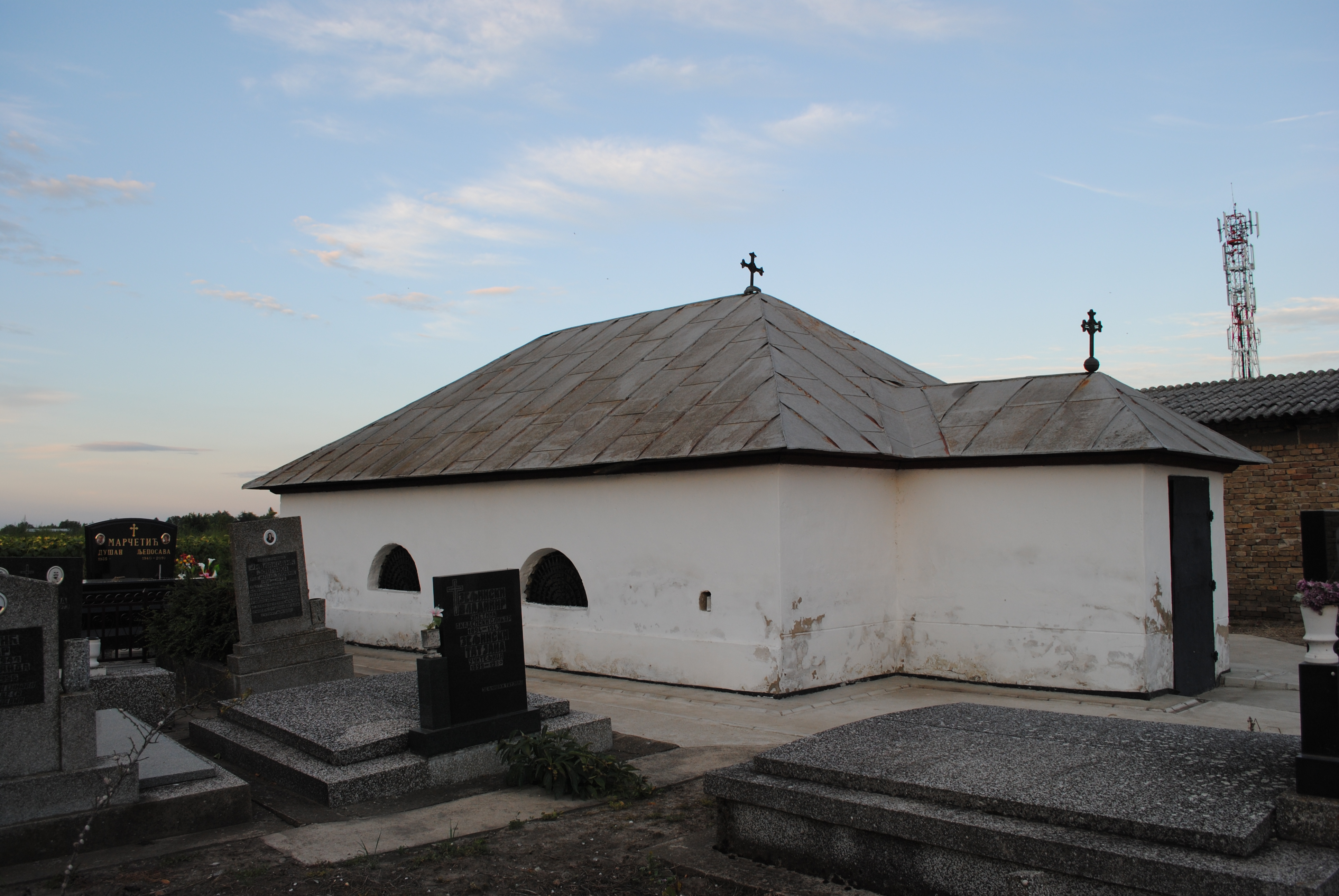
Autre vue du tombeau.

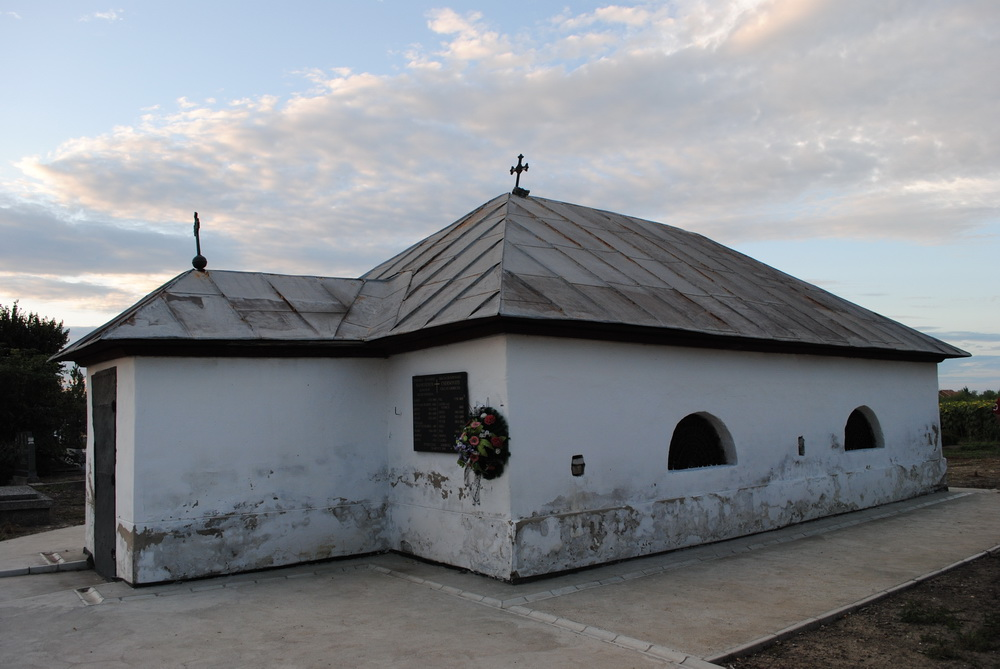
Autre vue du tombeau.

La famille Čarnojević doit sa renommée au patriarche Arsenije III qui, à cause de la menace des Ottomans, a conduit en 1690 la grande migration des Serbes depuis le Kosovo jusqu'en Voïvodine. Des représentants de la famille Čarnojević, connus sous le nom de « Černović de Mača », morts entre 1840 et 1911, ont été enterrés dans le cimetière du village dans le tombeau construit pour eux en 1843.
Le tombeau, qui s'élève sur une base rectangulaire, est constitué de briques ; il a été plâtré et peint. L'intérieur est doté d'une voûte en berceau et l'édifice est recouvert d'un toit à quatre pans ; à l'origine ce toit était constitué de bardeaux, remplacés par du zinc en 1936. L'entrée principale est plus étroite que le reste de l'édifice et dispose d'une porte en fer ; les parties latérales sont dotées d'ouvertures en demi-lune fermées par de massives grilles en fer forgé. Le tombeau abrite 13 coffres en métal et en bois.
L'édifice a été pillé après la Première et la Seconde Guerre mondiale.

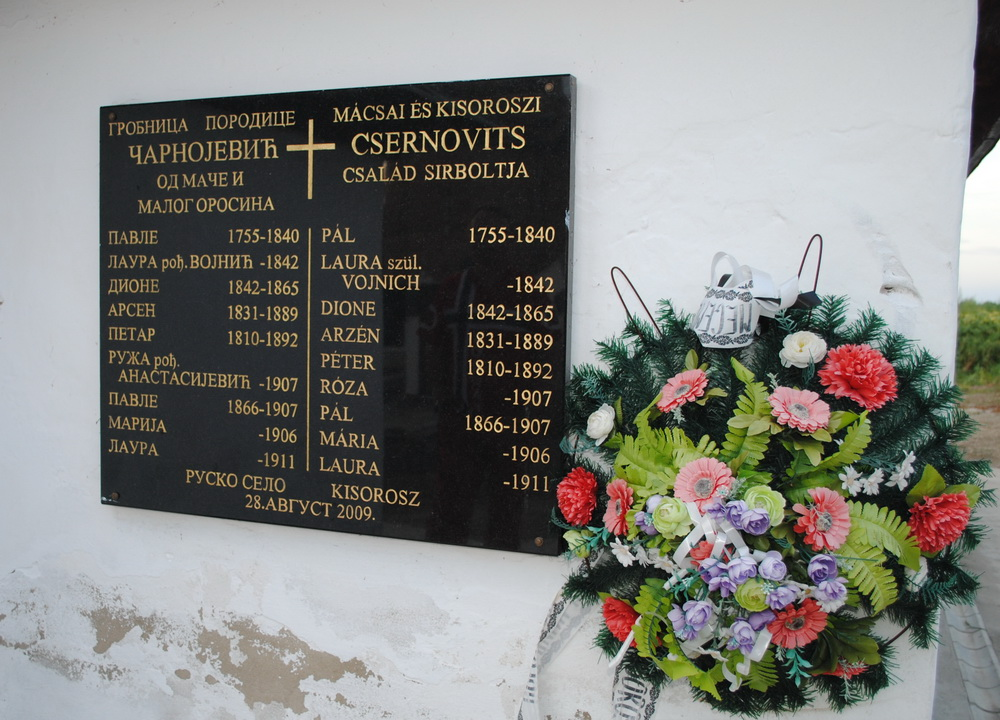
Plaque commémorative en marbre à l'entrée du tombeau ; elle indique le nom des membres de la famille enterrés dans l'édifice.